# Aleksander Bosak
Aleksander Bosak (ur. 14 sierpnia 1993) – polski kierowca wyścigowy.

## Życiorys

### Formuła Renault
Bosak rozpoczął karierę w jednomiejscowych samochodach wyścigowych w 2012 roku w Formule Renault. W tym roku rozpoczął starty w Północnoeuropejskim Pucharze Formuły Renault 2.0 oraz w Alpejskiej Formule Renault. W obu tych seriach Polak podpisał kontrakt z ekipą One Racing. Najlepszym jego wynikiem w serii alpejskiej była 18 pozycja w niedzielnym wyścigu na torze Circuit de Pau, zaś w serii północnoeuropejskiej - 25 na Red Bull Ringu.
Na sezon 2013 Bosak podpisał kontrakt z SMP Racing by Koiranen na starty w Alpejskiej Formule Renault oraz Północnoeuropejskim Pucharze Formuły Renault 2.0. Pojawił się także gościnnie w Europejskim Pucharze Formuły Renault 2.0 podczas rundy na torze Circuit de Spa-Francorchamps w bolidzie zespołu SMP Racing, który na rundę na Red Bull Ringu zmienił na Interwetten.com Racing Team. Jedynie w edycji północnoeuropejskiej był klasyfikowany. Z dorobkiem 15 punktów uplasował się tam na czterdziestej pozycji w klasyfikacji generalnej.
W 2014 roku Bosak rozpoczął trzeci już sezon startów w Alpejskiej Formule Renault 2.0. Tym razem został kierowcą obrońcy tytułu mistrzowskiego – włoskiej ekipy Prema Powerteam. Wystartował łącznie w trzynastu wyścigach sezonu, pięciokrotnie zdobywając punkty. Podczas drugiego wyścigu na torze Red Bull Ring dojechał do mety na szóstej pozycji, co było jego najlepszym wynikiem w sezonie. Uzbierał łącznie 37 punktów, co wystarczyło na jedenastą pozycję w klasyfikacji generalnej. Wystartował także gościnnie podczas belgijskiej rundy Europejskiego Pucharu Formuły Renault 2.0. W pierwszym wyścigu dojechał do mety na 24 pozycji, a w drugim był 35.

### Seria GP3
W sezonie 2015 Polak awansował do serii GP3, gdzie nawiązał współpracę z brytyjską ekipą Arden International. Przez cały rok zbierał doświadczenie i rywalizował głównie w ogonie stawki. Podczas głównego wyścigu na belgijskim torze Spa-Francorchamps zdołał dojechał na ósmej lokacie, dzięki której miał okazje wystartować z pole position do niedzielnej rywalizacji. Problemy techniczne uniemożliwiły mu jednak nie tylko powalczyć o pierwsze podium, ale także ukończyć wyścig. Zdobyte przez niego cztery punkty sklasyfikowały go na 20. miejscu.

### Formuła 3.5 V8
W roku 2016 przeniósł się do Formuły 3.5 V8, w której podpisał kontrakt z zespołem byłego kierowcy wyścigowego, Adriána Vallésa. 

## Wyniki

### GP3
| Legenda oznaczeń w tabelach wyników Wyświetl szablon na nowej stronie | Legenda oznaczeń w tabelach wyników Wyświetl szablon na nowej stronie                                                                     |
| Oznaczenie                                                            | Wyjaśnienie |
| --------------------------------------------------------------------- | --- |
| Złoty                                                                 | Zwycięzca lub mistrzostwo |
| Srebrny                                                               | 2. miejsce lub wicemistrzostwo |
| Brązowy                                                               | 3. miejsce lub II wicemistrzostwo |
| Zielony                                                               | Ukończył, punktował (w klasyfikacji generalnej, gdy zdobył co najmniej jeden punkt na przestrzeni sezonu, poza trzema powyższymi opcjami) |
| Niebieski                                                             | Ukończył, nie punktował (w klasyfikacji generalnej, gdy nie zdobył co najmniej jednego punktu na przestrzeni sezonu)                      |
| Czerwony                                                              | Nie zakwalifikował się (NZ) |
| Czerwony                                                              | Nie prekwalifikował się (NPK) |
| Różowy                                                                | Nie ukończył (NU) |
| Różowy                                                                | Niesklasyfikowany (NS) (w klasyfikacji generalnej, gdy nie został sklasyfikowany w żadnym wyścigu sezonu)                                 |
| Czarny                                                                | Zdyskwalifikowany (DK) |
| Czarny                                                                | Wykluczony (WYK/EX) |
| Biały                                                                 | Nie wystartował (NW) |
| Biały                                                                 | Kontuzjowany (K/INJ) |
| Biały                                                                 | Wyścig odwołany (OD/C) |
| Bez koloru                                                            | Został wycofany (WYC/WD) |
| Bez koloru                                                            | Nie przybył (NP/DNA) |
| Bez koloru                                                            | Nie brał udziału w treningach (NT/DNP) |
| Bez koloru                                                            | Nie został zgłoszony (–) |
| Pogrubienie                                                           | Start z pole position |
| Kursywa                                                               | Najszybsze okrążenie wyścigu |
| †                                                                     | Nie ukończył, ale jego rezultat został zaliczony ze względu na przejechanie więcej niż 90% dystansu wyścigu.                              |
| *                                                                     | Sezon w trakcie |
| 1/2/3                                                                 | Punktowana pozycja w sprincie kwalifikacyjnym                                                                                             |
| Lista systemów punktacji Formuły 1                                    | |

| Rok  | Zespół              | Wyniki w poszczególnych eliminacjach | Wyniki w poszczególnych eliminacjach | Wyniki w poszczególnych eliminacjach | Wyniki w poszczególnych eliminacjach | Wyniki w poszczególnych eliminacjach | Wyniki w poszczególnych eliminacjach | Wyniki w poszczególnych eliminacjach | Wyniki w poszczególnych eliminacjach | Wyniki w poszczególnych eliminacjach | Wyniki w poszczególnych eliminacjach | Wyniki w poszczególnych eliminacjach | Wyniki w poszczególnych eliminacjach | Wyniki w poszczególnych eliminacjach | Wyniki w poszczególnych eliminacjach | Wyniki w poszczególnych eliminacjach | Wyniki w poszczególnych eliminacjach | Wyniki w poszczególnych eliminacjach | Wyniki w poszczególnych eliminacjach | Punkty | Pozycja |
| ---- | ------------------- | ------------------------------------ | ------------------------------------ | ------------------------------------ | ------------------------------------ | ------------------------------------ | ------------------------------------ | ------------------------------------ | ------------------------------------ | ------------------------------------ | ------------------------------------ | ------------------------------------ | ------------------------------------ | ------------------------------------ | ------------------------------------ | ------------------------------------ | ------------------------------------ | ------------------------------------ | ------------------------------------ | ------ | ------- |
| 2015 | Arden International | ESP                                  | ESP                                  | AUT                                  | AUT                                  | GBR                                  | GBR                                  | HUN                                  | HUN                                  | BEL                                  | BEL                                  | ITA                                  | ITA                                  | RUS                                  | RUS                                  | BHR                                  | BHR                                  | ARE                                  | ARE                                  | 4      | 20      |
| 2015 | Arden International | 19                                   | 23                                   | 16                                   | 15                                   | 15                                   | 16                                   | 17                                   | 19                                   | 8                                    | NU                                   | 15                                   | NU                                   | NU                                   | 20                                   | NU                                   | 16                                   | 18                                   | 23                                   | 4      | 20      |

### Podsumowanie
| Sezon | Seria                                         | Zespół                      | Wyścigi | Zwycięstwa | PP | NO | Podium | Punkty | Pozycja |
| ----- | --------------------------------------------- | --------------------------- | ------- | ---------- | -- | -- | ------ | ------ | ------- |
| 2012  | Północnoeuropejski Puchar Formuły Renault 2.0 | One Racing                  | 2       | 0          | 0  | 0  | 0      | 0      | 51      |
| 2012  | Alpejska Formuła Renault 2.0                  | One Racing                  | 14      | 0          | 0  | 0  | 0      | 0      | 39      |
| 2013  | Europejski Puchar Formuły Renault 2.0         | SMP Racing by Koiranen GP   | 6       | 0          | 0  | 0  | 0      | 0      | NS†     |
| 2013  | Europejski Puchar Formuły Renault 2.0         | Interwetten.com Racing Team | 6       | 0          | 0  | 0  | 0      | 0      | NS†     |
| 2013  | Północnoeuropejski Puchar Formuły Renault 2.0 | AV Formula                  | 7       | 0          | 0  | 0  | 0      | 15     | 40      |
| 2013  | Alpejska Formuła Renault 2.0                  | SMP Racing by Koiranen      | 14      | 0          | 0  | 0  | 0      | 0      | NS      |
| 2014  | Florida Winter Series                         |                             | 12      | 0          | 0  | 0  | 0      | 0      | NS      |
| 2014  | Alpejska Formuła Renault 2.0                  | Prema Powerteam             | 13      | 0          | 0  | 0  | 0      | 37     | 11      |
| 2014  | Europejski Puchar Formuły Renault 2.0         | Prema Powerteam             | 2       | 0          | 0  | 0  | 0      | 0      | NS†     |
| 2015  | Seria GP3                                     | Arden International         | 18      | 0          | 0  | 0  | 0      | 4      | 20      |
| 2016  | Formuła 3.5 V8                                | Pons Racing                 |         |            |    |    |        |        |         |

† – Bosak nie był zaliczany do klasyfikacji